# Eric Agyemang
Eric Agyemang (sinh ngày 11 tháng 1 năm 1980 ở Obuasi) là một cầu thủ bóng đá người Đức. Hiện tại anh thi đấu cho Arminia Bielefeld.

## Sự nghiệp
Vào ngày 10 tháng 4 năm 2010, Agyemang lập cú hat-trick đầu tiên ở Đức cho Erzgebirge Aue trước VfL Osnabrück.

## Đời sống cá nhân
Anh sinh ra ở Ghana.